# Gino Ravenna
Gino Ravenna (geboren am 30. August 1889 in Ferrara; gestorben am 30. April 1944 im KZ Auschwitz) war ein italienischer Turner und Händler.

## Leben und Karriere
Ravenna gehörte einer bedeutenden und einflussreichen jüdischen Familie an, sein Bruder Renzo Ravenna (1893–1961) war zwischen 1926 und 1938 faschistischer Podestà von Ferrara. Gino Ravenna turnte für den 1879 gegründeten Verein Palestra Ginnastica Ferrara ASD aus seiner oberitalienischen Heimatstadt Ferrara, der sich bei den nationalen Ausscheidungen um die Teilnahme an den Olympischen Sommerspielen 1908 in der britischen Hauptstadt London durchsetzen konnte und deshalb von der Federazione Ginnastica d’Italia (FGI) für die Spiele nominiert wurde. Er nahm schließlich im Juli 1908 als Mitglied der entsandten italienischen Turnriege unter Übungsleiter Alfonso Manarini an den Olympischen Sommerspielen teil, mit insgesamt 316 von 480 möglichen Punkten beendete die Riege den Mannschaftsmehrkampf auf dem sechsten Rang unter acht teilnehmenden Nationen. Der Mehrkampf bestand aus einer bis zu 30 Minuten dauernden Gruppenübung nach dem schwedischen System. Der 29-köpfigen Riege gehörten außerdem die Teamkollegen Alfredo Accorsi, Umberto Agliorini, Nemo Agodi, Adriano Andreani, Vincenzo Blo, Giovanni Bonati, Pietro Borsetti, Flaminio Bottoni, Adamo Bozzani, Bruto Buozzi, Gastone Calabresi, Carlo Celada, Tito Collevati, Antonio Cotichini, Guido Cristofori, Stanislao Di Chiara, Giovanni Gasperini, Amedeo Marchi, Carlo Marchiandi, Ettore Massari, Roberto Nardini, Decio Pavani, Gaetano Preti, Massimo Ridolfi, Ugo Savonuzzi, Gustavo Taddia, Giannetto Termanini und Gioacchino Vaccari an.
Gino Ravennas Leidenschaft für den Sport prägte sein gesamtes Leben. Nach der Rückkehr aus dem Ersten Weltkrieg widmete sich Ravenna erfolgreich dem Handel, auch die Rassengesetze bereiteten zunächst kaum Probleme für seine geschäftlichen Aktivitäten oder sozialen Beziehungen. Nach dem Waffenstillstand von Cassibile am 8. September 1943 flüchtete Ravenna mit seiner Ehefrau Letizia (1892–1944) und seinen drei Kindern in den nahegelegenen Weiler Albarea. Am 8. Oktober wurde sein Sohn Eugenio (genannt „Gegio“, 1920–1977) festgenommen, nach anfänglich erfolglosen Entlassungsbegehren wurde die Familie auf der Flucht bei Domodossola kurz vor der Schweizer Grenze verhaftet und in das Gefängnis von Piangipane verbracht. Am 11. Februar 1944 erfolgte die Verlegung in die zu einem provisorischen Konzentrationslager umfunktionierte Synagoge Ferrara, wenige Tage später die Verbringung in das Durchgangslager Fossoli. Vom 22. bis zum 26. Februar wurde die Familie in das KZ Auschwitz deportiert, wo Gino Ravenna die erste Selektion überstand und einige Wochen lang Arbeitsdienst verrichtete, allerdings nach zwei Monaten im Alter von 54 Jahren starb. Bei der Befreiung des Lagers am 27. Januar 1945 konnte lediglich sein Sohn Gegio gerettet werden. Dessen Geschichte wurde in der Erzählung Eine Gedenktafel in der Via Mazzini (Una lapide in Via Mazzini) von Giorgio Bassani, einem Verwandten der Ravennas, verarbeitet.